# Misogamia
A misogamia é a aversão ou o ódio ao matrimónio. A palavra tem origem nos mediados do século XVII e combina os termos gregos misos (ódio) com gamos (matrimónio). O dicionário Merriam-Webster data o primeiro uso da palavra no período de tempo de 1656.
A ideia da misogamia foi importante na igreja cristã durante o período medieval como um requisito prévio para o celibato requerido para ocupar os postos de maior importância na igreja.  Desenvolveu-se na filosofia de Teofrasto, que se converteu na "autoridade canónica sobre a misogamia filosófica ao longo da Idade Média". Sara E. Díaz escreve que existiram dois tipos de misogamia durante o período referido, uma que aconselhava todos os homens a opor-se ao matrimónio e outra forma mais limitada que aconselhava aos sábios a recusar o matrimónio.
A literatura sobre a misogamia foi examinada por Katharina Wilson e Elizabeth Makowski no seu livro Wykked Wyves and the Woes of Marriage: Misogamous Literature from Juvenal to Chaucer (Esposas embrujadas e as aflições do casal desde Juvenal a Chaucer), publicado pela Universidade Estatal de Nova York em 1990.